# Diplogrammus (cá)
Diplogrammus là một chi cá đàn lia trong họ Callionymidae. Chúng là loài bản địa của Ấn Độ Dương và Tây Thái Bình Dương, nhưng có 1 loài ở Tây Đại Tây Dương là D. pauciradiatus.

## Các loài
Hiện tại có 8 loài được ghi nhận trong chi này:
- Diplogrammus goramensis (Bleeker, 1858) (cá đàn lia Goram)
- Diplogrammus gruveli J. L. B. Smith, 1963 (cá đàn lia Gruvel)
- Diplogrammus infulatus J. L. B. Smith, 1963 (cá đàn lia Ấn Độ Dương, cá đàn lia gai răng cưa)
- Diplogrammus pauciradiatus (Gill, 1865) (cá đàn lia đốm)
- Diplogrammus paucispinis R. Fricke & Bogorodsky, 2014 (cá đàn lia Saudi Arabia)[2]
- Diplogrammus pygmaeus R. Fricke, 1981 (cá đàn lia lùn)
- Diplogrammus randalli R. Fricke, 1983 (cá đàn lia Randall)
- Diplogrammus xenicus (D. S. Jordan & W. F. Thompson, 1914) (cá đàn lia Nhật Bản)